# Ouara
Ouara var förr huvudstad i Ouaddaï men övergavs på 1800-talet då brunnarna torkade ut. Det forna samhället, som ligger nära Abéché i östra Tchad, är beläget mellan höjderna omkring. Här finns ruiner efter ett palats, en moské och en stadsmur. Ruinerna sattes den 21 juli 2005 upp på Tchads tentativa världsarvslista.